# 德意志國 (1848年—1849年)
德意志國（德語：Deutsches Reich）是1848年至1849年間短暫存在的一個準國家。
該國由三月革命後的法蘭克福議會創建。 1851年夏，德意志邦聯完全重組後，帝國正式宣告終結。但早在1849年12月，德國臨時中央政府被聯邦中央委員會取代，事實上已代表了帝國的滅亡。
有幾個外國承認了臨時中央政府並派遣了大使，它們分別是美國、瑞典、荷蘭、比利時、瑞士、撒丁尼亞王國、西西里王國和希臘。法蘭西第二共和國和大不列顛及愛爾蘭聯合王國派遣了特使，以與臨時中央政府保持聯繫。
德意志帝國的第一個憲政法令是1848年6月28日發布的《關於為德國引入臨時中央權力的帝國法令》。根據該命令，法蘭克福議會設立了帝國攝政王（德語：Reichsverweser）和帝國大臣。第二個憲法令，即1849年3月28日的《法蘭克福憲法》，被德國的28個邦接受，但較大的邦如普魯士則拒不接受。後者與其他邦國一起，迫使了法蘭克福議會的解散。
雖然僅僅維持了一年，德意志帝國的許多政策產生了深遠的影響。在隨後的幾十年中，法蘭克福憲法在其他國家被用作範例，選舉法在1867年幾乎逐字地用於北德意志邦聯的議會選舉。法蘭克福議會創建的帝國艦隊（德語：Reichsflotte）一直存續到1852年。帝國法頒布了一項有關匯票的法令《德國通用匯票》（德語：Allgemeine Deutsche Wechselordnungen）幾乎適用於整個德國。